# Палаццо Маньяні

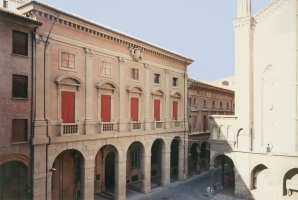
Палаццо Маньяні, фасад на площу перед церквою.

Палаццо Маньяні, Болонья (італ. Palazzo Magnani) — палацова споруда в місті Болонья, пам'ятка архітектури пізнього відродження.

## Історія і побутування
Палац неподалік від церкви вибудували в період 1577-1583 років. Першим будівником був архітектор Доменіко Тібальді (1541—1583), син художника і архітектора Пеллергіно Тібальді, представника стилю маньєризм.
Доменіко Тібальді для головного фасаду болонського палацу використав проект римського художника і архітектора Рафаеля Санті, відомого в історії як палац Бранконіо дель Аквіла, вибудованого у 1520 році. Фасади обох палаців мали п'ять осей. Обидва мали відкриту лоджию по першому поверху. Житлові кімнати були розташовані вище. Палац Бранконіо дель Аквіла в Римі мав три поверхи і пишний наріжний декор.
Три поверхи мав і болонський палац Маньяні. Але його декор був по провінційному спрощений і два верхні поверхи були поєднані лише пілястрами. Поверхи мали помітну висоту, тоді як пересічні будинки поряд тої ж висоти мали вже по чотири поверхи.
Обидва фасади не мали архітектурних акцентів на кшталт парадного порталу чи центрального ризаліту, а були декорованою площиною.
Доменіко Тібальді помер у віці 42 роки і будівництво палацу передали архітекторові Флоріано Амброзіні.
1797 року палац в Болоньї перейшов у власність Гвідотті, а його родина продала палац у другій половині 19 століття родині Мальвецци Кемпінгі. Герб родини Мальвецци і досі прикрашає головний фасад споруди. В 20 столітті це володіння Унікредіт банку.

## Мистецькі скарби в палаці

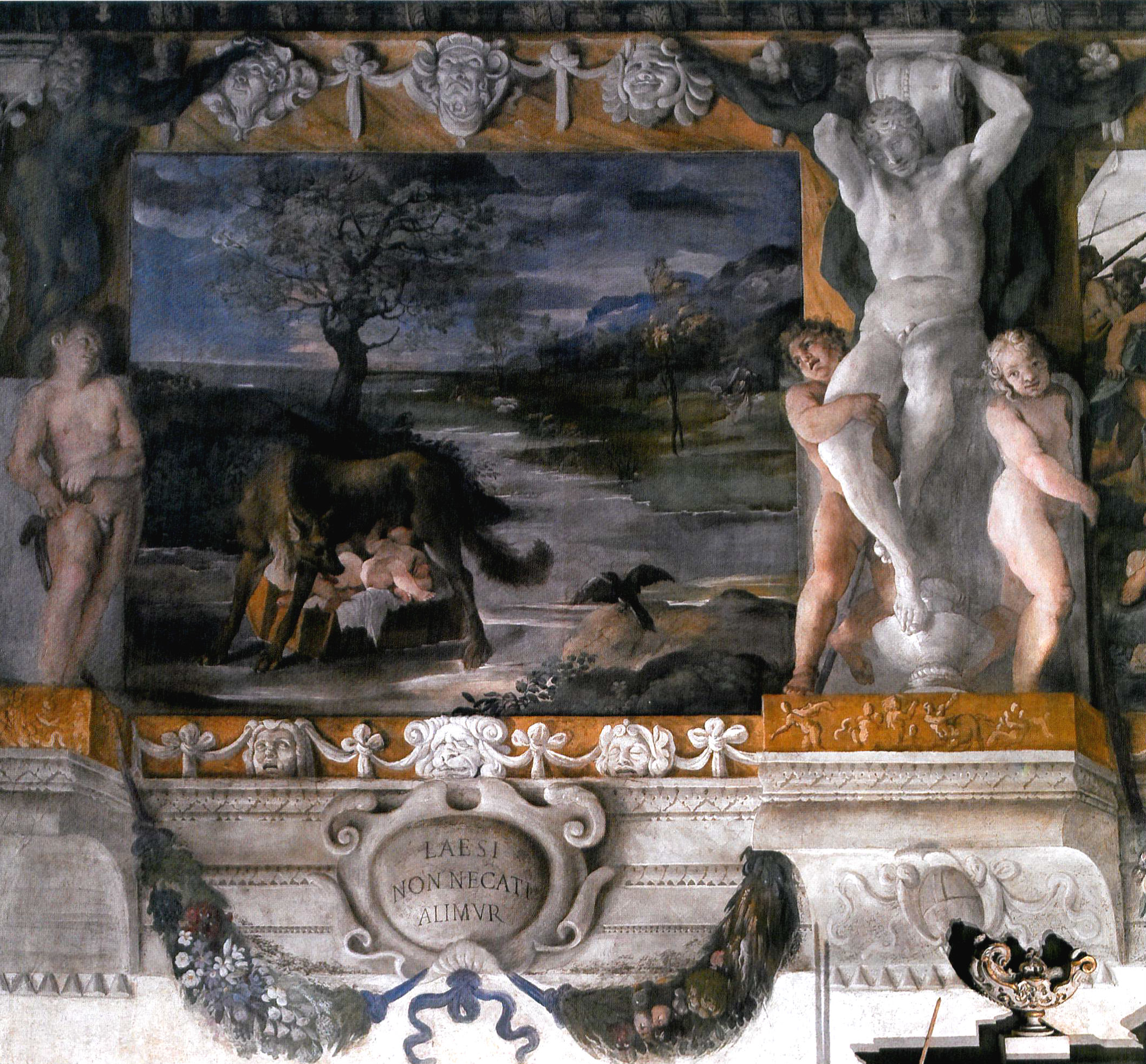
Лодовіко Каррачі, фреска " Вовчиця годує Ромула і Рема ". 1584 рік

Болонья була відомим художнім центром в Італії, що розвивався і існував під значним політичним і художнім тиском папського Риму. Саме в Болоньї брати Каррачі заснували художню академію, функціями якої оголосили художнє навчання обдарованої молоді. Брати Каррачі були запрошені на працю в палаццо Маньяні, де виконали цикл фресок на тему «Історія Язона», приклад творів раннього бароко в Італії. Брати Каррачі були серед перших, хто цілеспрямовано відмовився від стилістики маньєризму
Фрески братів Каррачі прикрасили так звані сенаторські зали палацу.
Серед цікавих архітектурних деталей палацу — камін, прикрашений скульптурами Мінерви і Марса та маскаронами вовчиці, котрі створені Габріеле Фйоріні.
У дворику палацу встановлена алегорична скульптура Геркулеса з портретним обличчям Лоренцо Маньяні, колишнього сенатора.